# Boston Legal
Boston Legal (bra: Justiça sem Limites; prt: Boston Legal) é uma série de televisão norte-americana que foi ao ar pela primeira vez no canal ABC em 3 de outubro de 2004. O programa dá uma espécie de continuidade (embora irônica) do drama legal (de grande duração) The Practice. A série, assim como sua predecessora, foi criada por David E. Kelley, e acompanha a vida do advogado Alan Shore (um personagem apresentado durante a última temporada de The Practice, interpretado por James Spader) em sua nova empresa de advocacia, a Crane, Pool & Schmidt. Também estrelam a série os veteranos consagrados da televisão como Candice Bergen e William Shatner. A terceira temporada começou em 19 de setembro de 2006.
Em 21 de março de 2007 foi anunciado que a ABC tinha renovado Boston Legal para a sua quarta temporada. Em 19 de julho de 2007 anunciou-se que Boston Legal havia sido indicada para o prêmio de melhor ator em série dramática, melhor ator coadjuvante em série dramática, e pela primeira vez em 3 anos, melhor série dramática.
Em 2008 a série teve a sua quinta e derradeira temporada, a qual foi agraciada com indicações ao Emmy de melhor série dramática, de melhor ator de série dramática (James Spader), de melhor ator coadjuvante de drama (William Shatner), de melhor atriz coadjuvante em drama (Candice Bergen) e de melhor direção em série dramática (Arlene Sanford).
Em Portugal, a série estreou em abril de 2007 no canal FOX.

## Enredo
Alan Shore (Spader) e Denny Crane (Shatner) lideram uma brigada de milionários processos em um prestigiado escritório de advocacia de Boston, chamado Crane, Poole & Schmidt, em uma série focada na vida pessoal e profissional de um grupo de brilhantes e emotivos advogados.      
Entre os integrantes da empresa está Brad Chase (Mark Valley), um jovem e arrojado advogado de Washington recrutado para vigiar Denny Crane, o 'derrotado' e 'maluco' sócio sênior, que pode vir a dar problemas à firma. Ele logo se vê em uma particular disputa com o colega Alan, um excelente advogado de métodos nada convencionais e caráter duvidoso. Brad Chase, na quarta temporada (2007), tem suas aparições consideravelmente diminuídas, ao passo que os personagens de Denise, Paul e Claire simplesmente desapareceram, o que é bastante comum nesta série ao longo de suas temporadas, dando-lhe um especial charme.
Durante a primeira temporada ocorre a entrada da personagem Shirley Schmidt (Bergen), sócia sênior que tem a missão de reorganizar o escritório e fazer com que dê lucro. Também é uma antiga paixão de Denny, que passa a querer provar que ainda é o melhor advogado da cidade.   
O seriado tem uma ação dinâmica e humor negro, confrontando os problemas sociais e morais enquanto os advogados tentam conquistar fama, fortuna e felicidade.

## Elenco principal
- James Spader - Alan Shore (2004-2008)
- William Shatner - Denny Crane (2004-2008)
- Candice Bergen - Shirley Schmidt (2004-2008)
- Rene Auberjonois - Paul Lewiston (2004-2007)
- Mark Valley - Brad Chase  (2004-2007)
- Julie Bowen - Denise Bauer (2005-2008)
- Christian Clemenson - Jerry Espenson (2005-2008)
- Gary Anthony Williams - Clarence (2006-2008)
- John Larroquette - Carl Sack (2007-2008)
- Tara Summers - Katie Lloyd (2007-2008)
- Constance Zimmer - Claire Simms (2006-2007)
- Monica Potter - Lori Colson (2004-2005)
- Saffron Burrows - Lorraine Weller (2007-2008)
- Meredith Eaton - Bethany Horowitz (2006-2008)
- Rhona Mitra - Tara Wilson (2004-2005)
- Taraji P. Henson - Whitney Rome (2007-2008)
- Justin Mentell - Garrett Wells (2005-2006)
- Ryan Michelle - Sara Holt(2005-2006)
- Craig Bierko - Jeffrey Coho (2006-2007)
- Lake Bell - Sally Heep (2004-2005)

## Elenco de apoio e convidados
Assim como em "The Practice", várias estrelas de outros programas de David E. Kelley apareceram em "Boston Legal". Estas incluíram Chi McBride reprisando seu papel de "Boston Public" e Anthony Heald, também do elenco de "The Practice" e de "Boston Public". Outros convidados especiais incluem:
- Ed Begley, Jr. como Clifford Cabot (2006-2007)
- Ralph Bellamy como Denny's father (2007)
- Shelley Berman como Judge Robert Sanders (2006-2008)
- Jill Brennan como Gracie Jane (2005-2007)
- David Dean Bottrell como Lincoln Meyer (2006)
- Jayne Brook como Rachel Lewiston (2006)
- Delta Burke como Bella Horowitz (2006-2007)
- Currie Graham como ADA Frank Ginsberg (2005-2008)
- Henry Gibson como o Juiz Clark Brown (2004-2008)
- Michael J. Fox como Daniel Post (2006)
- John Michael Higgins como Jerry Austin (2004)
- Heather Locklear como Kelly Nolan (2005)
- Nia Long como Vanessa Walker (2007)
- Jane Lynch como Joanna Monroe (2006-2008)
- Larry Miller como Edwin Poole (2004-2008)
- Megan Mullally como Renata Hill (2007)
- Gail O'Grady como Judge Gloria Weldon (2007)
- Parker Posey como Marlene Stanger (2006)
- Freddie Prinze, Jr. como Donny Crane (2004-2006)
- Carl Reiner como Milton Bombay (2005)
- William Russ como A.D.A. Christopher Palmer (2005-2008)
- Jeri Ryan como Courtney Reese (2006)
- Tom Selleck como Ivan Tiggs (2006)
- Al Sharpton como ele mesmo (2004)
- Robert Wagner como Barry Goal (2006)
- Kerry Washington como Chelina Hall (2005-2006)
- Betty White como Catherine Piper (2005-2008)
- Jaleel White como Kevin Givens (2007)
- Elizabeth Mitchell como Christine Pauley (2004)

## Recepção da crítica
Em sua primeira temporada, Boston Legal teve recepção geralmente favorável por parte da crítica especializada. Com base de 22 avaliações profissionais, alcançou uma pontuação de 69% no Metacritic. Por votos dos usuários do site, atinge uma nota de 8.8, usada para avaliar a recepção do público.